# 딜런 월시
딜런 월시(Dylan Walsh, 1963년 11월 17일 ~ )는 미국의 배우이다.

## 출연 작품
- 콩고
- 위 워 솔저스 - 로버트 에드워즈 역
- C 스트리트